# Matteo Bandello
Matteo Bandello (Castelnuovo Scrivia, 1485 – Bazens, 1561) è stato un vescovo cattolico e scrittore italiano del Cinquecento. Da alcuni studiosi è considerato il più importante novelliere del Rinascimento.

## Biografia
Nacque nel 1485 a Castelnuovo Scrivia, ora in provincia di Alessandria, in Piemonte, ma all'epoca considerato terra lombarda (nell'epistola dedicatoria della Novella I, indirizzata a Ippolita Sforza Bentivoglio, il Bandello dichiara "io son Lombardo in Lombardia alle confini della Liguria nato"), volendo egli sempre sottolineare essere lombarde le sue origini e la sua lingua. Non risulta che abbia avuto fratelli o sorelle, né è noto il nome di sua madre, della quale egli non parla mai. Il padre Giovan Francesco doveva essere un cortigiano degli Sforza, poiché Matteo scrive come, alla caduta di Ludovico il Moro nel 1499, egli fosse riparato a Roma sotto la protezione di Prospero e di Pompeo Colonna.
Nella sua biografia di Vincenzo Bandello, zio di Matteo, Leandro Alberti dichiara che egli non era di nobile famiglia, mentre lo scrittore rivendica la nobiltà dei suoi antenati (la famiglia Bandelli, di origine ostrogota), che sarebbe risalita all'anno 962, quando l'imperatore Ottone I avrebbe accordato loro il feudo di Castelnuovo, perduto però nel 1277 nelle lotte tra i Torriani e i Visconti. Del resto, i Bandello intrapresero spesso carriere di qualche prestigio, come lo stesso zio Vincenzo, priore del convento milanese di Santa Maria delle Grazie e dal 1501 generale dell'Ordine domenicano, l'altro zio paterno Cristoforo, teologo francescano, o i cugini Antonio, «dottissimo filosofo e poeta soavissimo» e Girolamo, «uomo ne le lettere greche e latine dottissimo e medico eccellente».

### In convento a Milano

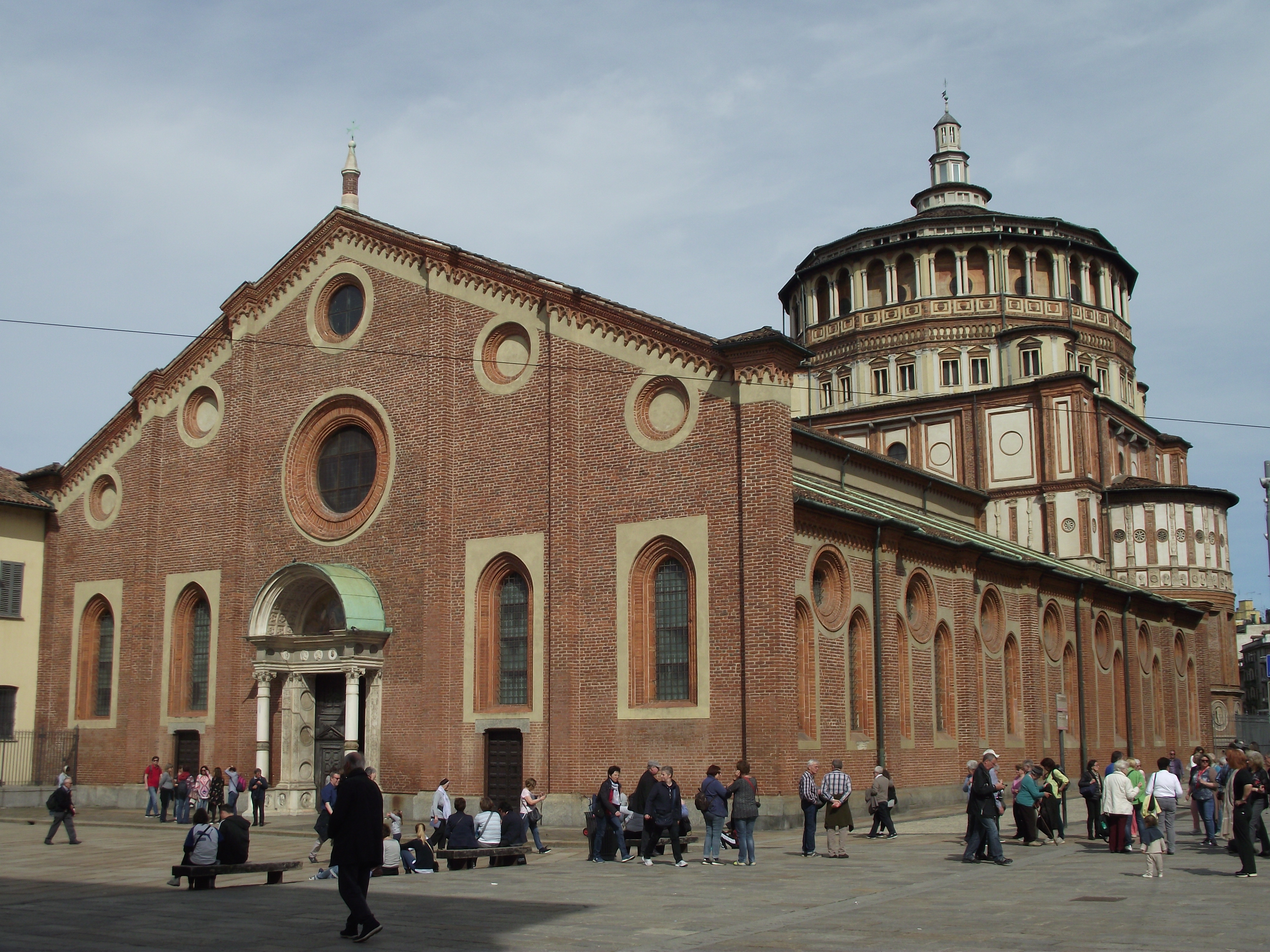
Chiesa di Santa Maria delle Grazie (Milano)

A dodici anni, nel 1497, Matteo era a Milano ed entrava nel convento domenicano retto dallo zio Vincenzo. Qui vide il grande Leonardo dipingere sulla parete del refettorio l'ultima cena:
(Matteo Bandello, Novella LVIII)
Nel convento di Milano Matteo pronunciò i voti nel 1500. Per completare gli studi, fu trasferito a Pavia, dove fu allievo di Tommaso De Vio e di Giasone del Maino, poi a Ferrara e quindi a Genova, dove concluse gli studi nel convento di Santa Maria del Castello e fu condiscepolo e amico di Giovanni Battista Cattaneo, del quale commemorò la morte prematura nel 1504 con il suo primo scritto, la Religiosissimi Beati Fratis Joannis Baptistae Cattanei Genuensis, Ordinis Praedicatoris novitii Vita.
Dal 1505 lo zio Vincenzo lo prese con sé come guardasigilli in un lungo viaggio di ispezione ai conventi domenicani d'Italia, forse per fargli acquisire quell'esperienza degli uomini e delle cose necessarie a seguire una prestigiosa carriera diplomatica e giuridica. A Firenze si sarebbe innamorato platonicamente della giovane Violante Borromeo, che Bandello celebrerà un giorno con il nome di Viola, dopo la morte della ragazza avvenuta già nel 1506, in due strofe dei Canti XI. Come a Firenze, anche a Roma il giovane frate diede prova del suo spirito mondano frequentando le famose cortigiane Isabella de Luna e Imperia, e il ricchissimo banchiere Agostino Chigi. Furono poi a Napoli, e qui Matteo conobbe le opere del Pontano, e dal De prudentia e dal De fortuna dell'umanista egli trasse l'idea del primato della ragione nella guida delle azioni umane, insieme però al ruolo imponderabile esercitato dal caso.
In Calabria, nel convento di Altomonte, il 27 agosto 1506 morì improvvisamente Vincenzo Bandello e il nipote ne accompagnò la salma per la sepoltura in San Domenico Maggiore a Napoli. Matteo, depresso anche per la notizia della morte di Violante, si ammalò gravemente - di «mal d'amore», disse - e si ebbe l'affettuosa e protettiva vicinanza di Beatrice d'Aragona, la vedova dell'ex-re d'Ungheria Mattia Corvino, alla quale dedicherà dei versi. Ristabilitosi, ai primi mesi del 1507 Matteo Bandello fece ritorno al convento di Santa Maria delle Grazie di Milano, dove soggiornerà, salvo qualche interruzione, fino al 1526.
A Milano, in quegli anni in mano francese (1506-1512), Bandello continuò lo studio delle lettere e dell'esercizio del latino, proponendosi in un'intensa attività mondana e cortigiana nei circoli umanistici collegati ai salotti delle famiglie aristocratiche e borghesi della città. Nelle case degli Archinto, degli Atellani, dei Borromeo, dei Paleari, dei Sanseverino, dei Della Torre e dei Bentivoglio, trasferitisi a Milano in seguito alla perdita della signoria bolognese, conobbe e frequentò poeti e poetesse, Lancino Curzio, Stefano Dolcino, Antonio Fregoso, e Cecilia Gallerani, Margherita Pelletta Tizzone, Camilla Scarampa. Dei letterati conobbe Leandro Alberti, Niccolò Amanio, Jacopo Antiquario, Tommaso Castellano, Girolamo Cittadino, Marcantonio Sabino, Tommaso Radini Tedeschi e Girolamo Tizzone, e degli storici e cronachisti Marco Burigozzo, Bernardino Corio, Antonio Grumello e Giovanni Andrea Prato.

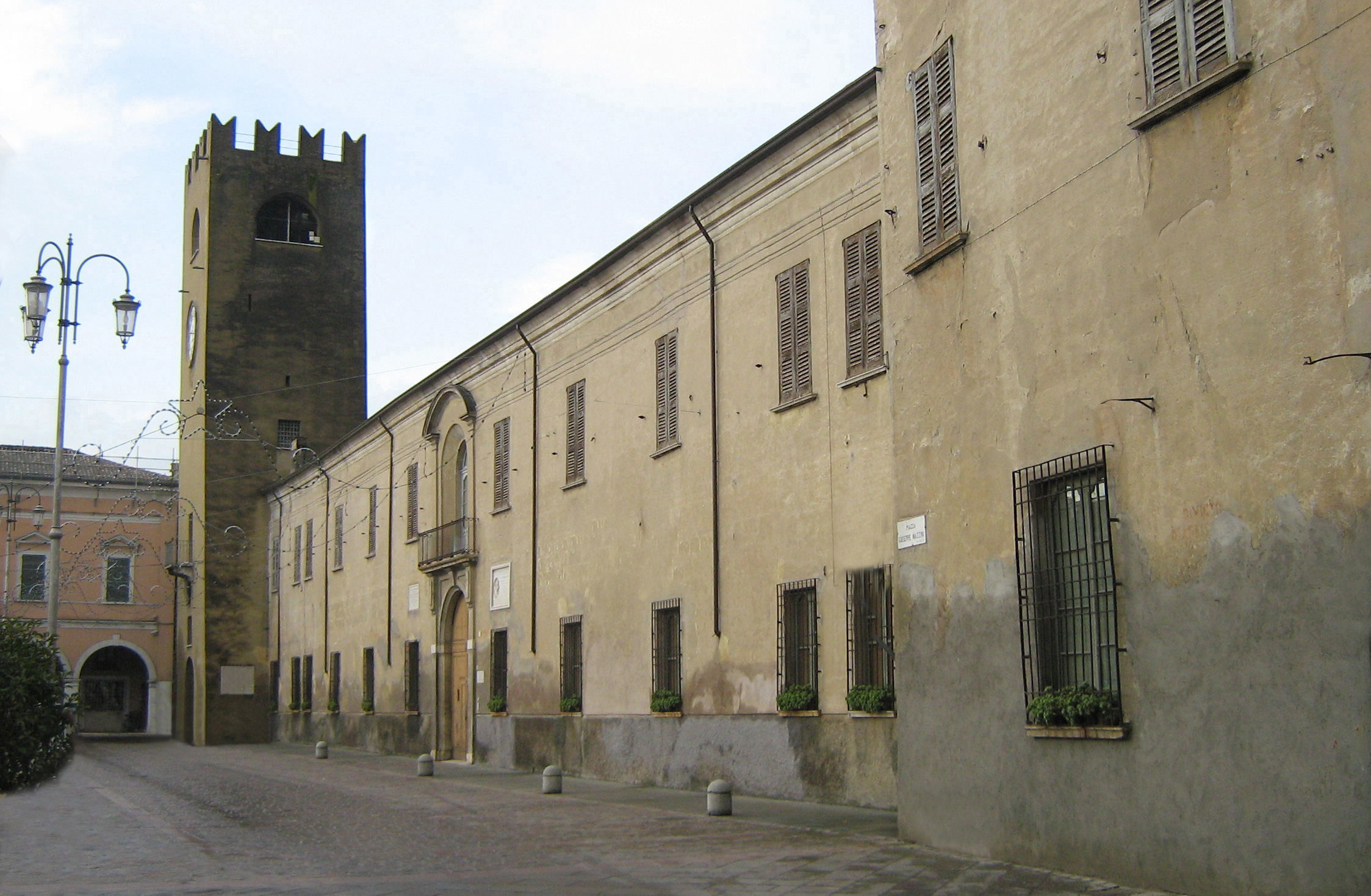
Castel Goffredo, Palazzo Gonzaga-Acerbi, corte di Aloisio Gonzaga

### Sotto protezione dei Gonzaga
Fuoriuscito da Milano dopo la Battaglia di Marignano del 14 settembre 1515, chiese protezione ai Gonzaga di Mantova dei marchesi Francesco II Gonzaga e Isabella d'Este. A Mantova si innamorò di una certa "Mencia" (forse da Mincio), donna rimasta sconosciuta, che venne citata in alcune rime. Frequentò anche altre corti gonzaghesche, tra cui Gazzuolo, ospite di Antonia del Balzo e Castel Goffredo, dove giungendo nel marzo 1538 scrisse: 
(Matteo Bandello, III parche, V)
Qui soggiornò dal 1538 al 1541, con il condottiero Cesare Fregoso suo protettore, Costanza Rangoni e i loro figli, alla sfarzosa corte del marchese Aloisio Gonzaga, del quale divenne segretario. A Castel Goffredo incontrò Lucrezia Gonzaga, che divenne sua discepola e della quale si innamorò; per essa scrisse Canti XI delle lodi della signora Lucrezia Gonzaga di Gazuolo. Il Bandello fu in contatto epistolare con la regina di Navarra Margherita d'Angoulême e mentre si trovava a Castel Goffredo, scrisse a Margherita una lettera, datata 20 luglio 1538, dedicandole la traduzione dell'Ecuba di Euripide.

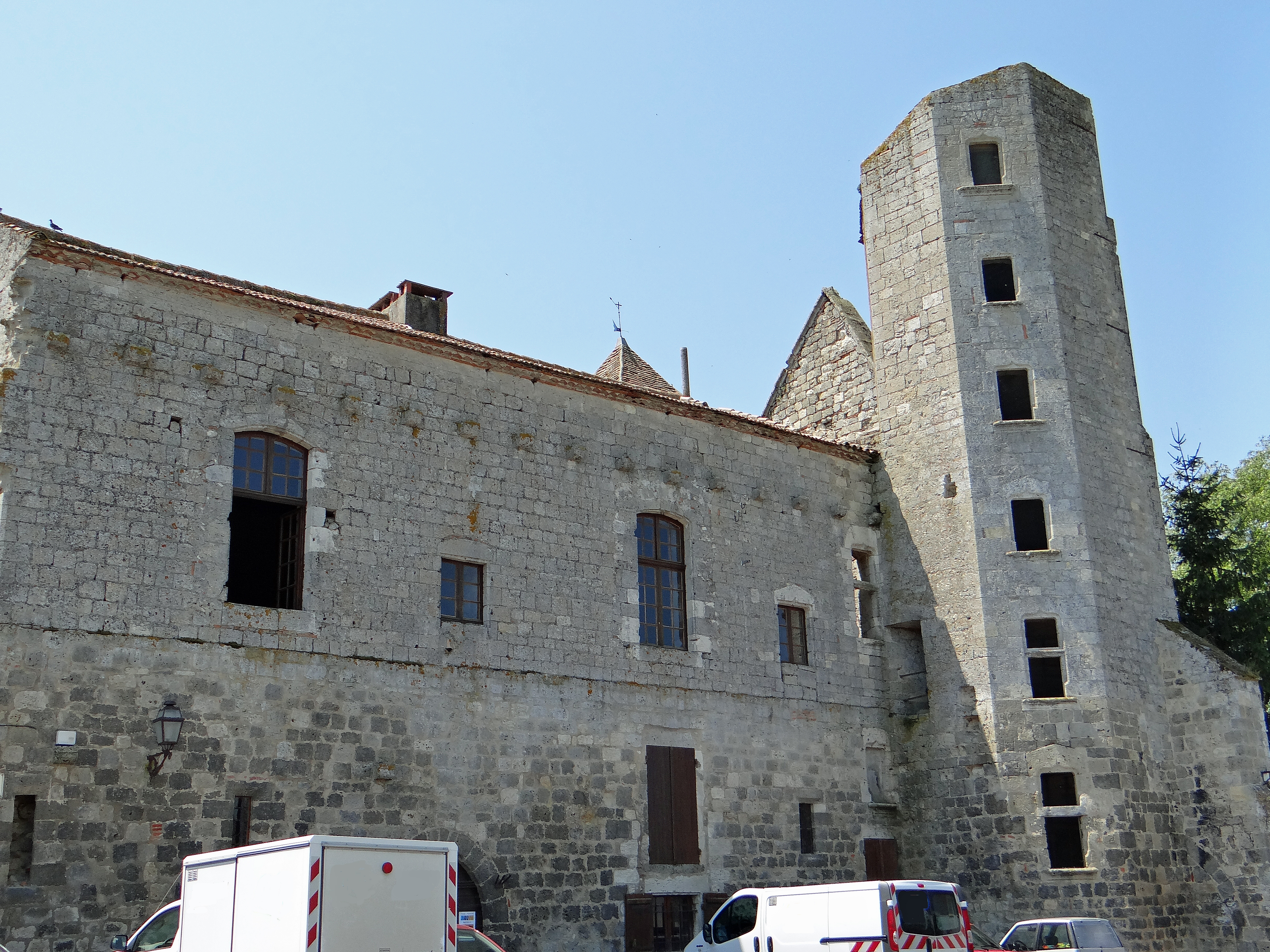
Castello di Bazens

### Ultimi anni di vita e morte
Dopo aver lavorato come diplomatico al seguito di diversi signori, sfruttò i legami con il re di Francia Enrico II (presso la cui corte aveva soggiornato per due anni) per diventare nel 1550 vescovo di Agen, un incarico ad interim dal quale si dimise nel 1555. Da quell'anno non si hanno più notizie. Documenti ormai scomparsi facevano risalire la sua morte a Bazens nel 1561, e la sua sepoltura nel vicino convento domenicano di Port-Sainte-Marie, andato distrutto nel 1562 durante le guerre di religione.

## L'attività letteraria

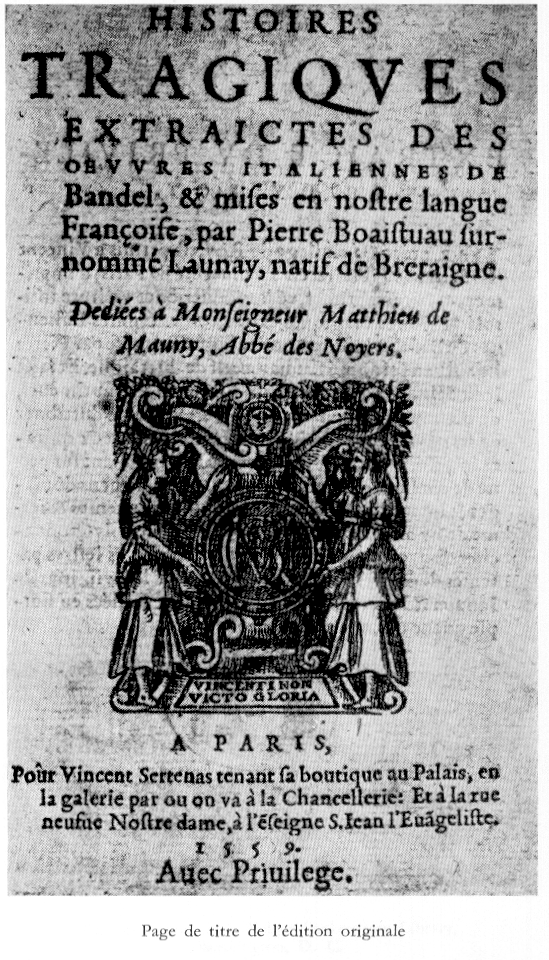
Frontespizio della prima edizione della traduzione francese delle Novelle del Bandello

L'importanza letteraria di Bandello va ricercata - più che in alcune opere minori come un Canzoniere in stile petrarchesco e ai capitoli de "Le tre Parche" - nell'ampia produzione di Novelle (in totale 214) contenute in tre libri pubblicati nel 1554 da Vincenzo Busdraghi e in una quarta parte pubblicata postuma nel 1573.
Nel suo novelliere, pensato per un pubblico cortigiano, Bandello abolisce la cornice e premette a ogni novella una dedica ad un personaggio illustre, nella quale fa riferimento all'occasione in cui sarebbe stata raccontata la novella stessa: in questo modo la narrazione non viene riferita ad una società ideale, ma alle occasioni reali di incontro della società contemporanea. I materiali narrativi hanno le origini più diverse, e diverse sono le ambientazioni, ma i diversi racconti intendono essere una vera e propria cronaca della vita contemporanea.
Per quanto concerne il problema della lingua, Bandello rifiutò i canoni bembeschi, preferendo un linguaggio di uso tipicamente cortigiano.

## Bandello come ispiratore di autori successivi
La cultura italiana godeva di grande prestigio presso la corte inglese del Cinquecento, tanto che si attingeva a piene mani dalla letteratura virgiliana, ma anche petrarchesca e boccaccesca. Matteo Bandello non fu da meno come fonte di ispirazione: George Gascoigne nel suo ciclo di poesie del Green Knight (incluso in "The Posies", 1575) affermò di ispirarsi ad un immaginario autore italiano di novelle, tal Bartello: questo nome era un chiaro riferimento al novelliere Bandello.
William Shakespeare conobbe la traduzione delle novelle di Bandello, da cui trasse il soggetto per le commedie Molto rumore per nulla e La dodicesima notte. Anche la tragedia Romeo e Giulietta si basa su un testo di Bandello (la novella nona della Seconda parte, tradotta in francese da Pierre Boaistuau e in inglese da Arthur Brooke), che aveva rielaborato la novella del vicentino Luigi Da Porto, l'Hystoria novellamente ritrovata di due nobili amanti, scritta nel 1524.
Invece Lope de Vega si servì per la maggior parte dei testi originali italiani delle Novelle - anche se già nel 1589 era stata pubblicata a Salamanca da Pedro Lasso e Juan de Millis Godínez una traduzione spagnola (eseguita da Vicente de Millis Godínez, fratello del precedente, a partire da quella francese di Boaistuau e Belleforest del 1559) contenente, però, solo 14 novelle - come fonte d'ispirazione per almeno sedici delle sue commedie, tra le quali si conta anche una versione a lieto fine della stessa storia dei due sfortunati amanti di Verona, dal titolo  Castelvines y Monteses. 
La novella 4 della parte II servì da spunto invece a Miguel de Cervantes per alcuni degli elementi della storia della sua novella ejemplar La española inglesa; e molti altri autori spagnoli del Cinquecento e del Seicento, da Joan de Timoneda a María de Zayas, si servirono delle novelle del vescovo di Agen come materiale diegetico per le loro novelle e per le loro commedie.

## Opere
- Religiosissimi Beati Fratis Joannis Baptistae Cattanei Genuensis, Ordinis Praedicatoris novitii Vita, 1505.
- Canti XI composti dal Bandello de le lodi de la s. Lucretia Gonzaga di Gazuolo, e del vero amore, col tempio di pudicitia, e con altre cose per dentro poeticamente descritte. Le 3 Parche da esso Bandello cantate ne' la natiuità del s. Giano primogenito del s. Cesare Fregoso, e de la s. Gostanza Rangona sua consorte, poema in ottave, 1545.

## Edizioni

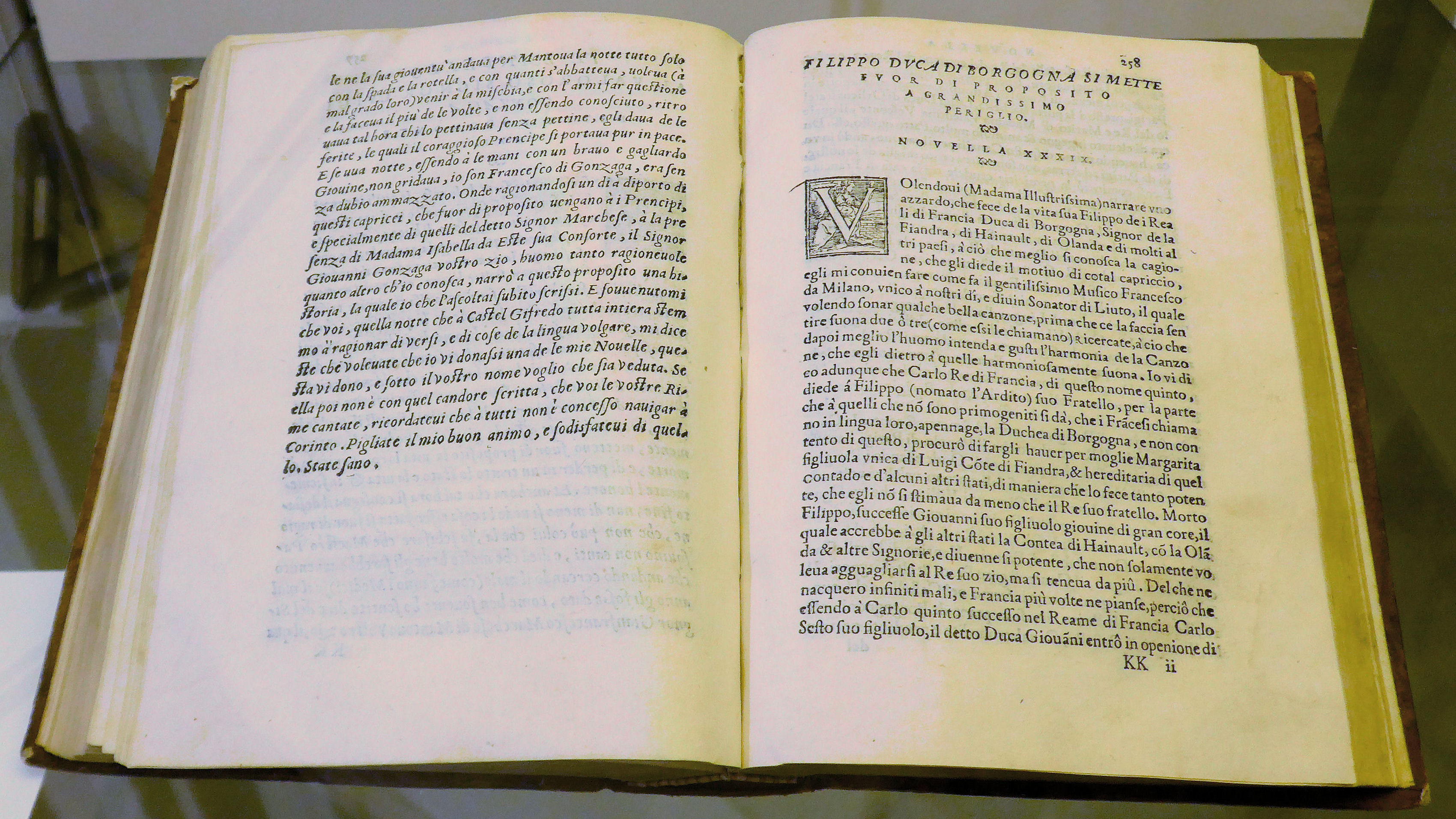
Novelle, prima edizione, Lucca 1554, MAST Castel Goffredo

- Matteo Bandello, Novelle, Collana Biblioteca grassa d'autori celebri, Società Editrice A. Lombardi, Milano, 1909, pp. 320.
- id., Novelle, (riprodotte sulle antiche stampe di Lucca, 1554, e Lione, 1573) 4 voll., a cura di Gustavo Balsamo Crivelli, UTET, Torino, 1910 - ristampa anastatica in 2 voll., UTET, Torino, 1924.
- id., Le Novelle. A cura di Gioachino Brognoligo, 5 voll., Collana Scrittori d'Italia, Laterza, Bari, 1910-1928.
- id., Le più belle pagine di Matteo Bandello a cura di Giuseppe Lipparini, Fratelli Treves, Milano, 1922-1929, pp. XIV-298.
- id., Il Canzoniere, introduzione e note di Francesco Picco, Collezione di Classici Italiani, UTET, Torino, 1923-1928, pp. 342.
- Matteo Bandello - Anton Francesco Doni, Pagine scelte a cura di Giuseppe Prezzolini, Collana per le Scuole Medie, Mondadori, Milano, 1926, pp. 147.
- id., Novelle, a cura di Francesco Picco, Collana Classici del ridere, Angelo Formiggini Editore, Roma, 1927, pp. XV-194.
- id., Novelle scelte, con introd. e note di Virrio Osimo, Collana di Cultura Classica: novellieri italiani di tutti i secoli, Angelo Vallardi, Milano, 1929, pp. 186.
- id., Novelle, 2 voll., Edizione Florentia-Salani, Firenze, 1930, pp. 660+658.
- id., Tutte le opere, 2 voll., a cura di Francesco Flora, Collana I Classici, Mondadori, Milano, 1934-1935; Mondadori, Milano, 1942-1943-1950-1972, pp. 1163+1401.
- id., Novelle d'amore e di morte, Collana i breviari dell'amore, Rizzoli, Milano, 1936, pp. 218.
- Matteo Bandello - A. F. Grazzini, Amori Beffe Avventure narrati da M. Bandello e da A. F. Grazzini detto Lasca. Introduzione di Alberto Presenzini, Collana Grandi scrittori comici italiani, Atlantica Editrice, Roma, 1945, pp. 232.
- id., Novelle, a cura di Giancarlo Vigorelli, Collana Classici Italiani, Garzanti, Milano, 1940-1945, pp. 443.
- id., Novelle. Scelta dal testo integrale di Francesco Flora, Collana Biblioteca Moderna, Mondadori, Milano, 1950, pp. 153.
- id., Le novelle, 6 voll., a cura di Bruno Cagli, Collana '70, Sampietro Editore, Bologna, 1967-1970.
- id., La mano boia, Collana Grandi Narratori n.43,
- id., Novelle, Collana Classici del ridere, Bietti, Milano, 1973, pp. 254.
- id., Novelle, a cura di G. G. Ferrero,  Collana Classici Italiani, UTET, Torino, 1974-1978, ISBN 978-88-02-01784-6, pp. 970.
- id., Rime, Collana Istituto studi rinascimentali Ferrara.Testi, a cura di M. Danzi, Franco Panini, 1989, ISBN 978-88-76-86127-7, pp. 390.
- id., Novelle, 4 voll., a cura di Delmo Maestri, Collana Contributi e proposte, Edizioni dell'Orso, Alessandria, 1992-1996.
- id., Novelle. Con un saggio di Luigi Russo. Note di Ettore Mazzali (selezione), a cura di Elisabetta Menetti, Collana Classici, BUR, Milano, 1990-2011, ISBN 978-88-17-16748-2, pp. 720.
- id., Giulietta e Romeo, a cura di D. Perocco, Collana Letteratura Universale.Esperia, Marsilio, Venezia, 1993, ISBN 978-88-31-75704-1, pp. 128.
- id., Lettere dedicatorie, a cura di Salvatore Silvano Nigro, Collana L'Italia, Sellerio, Palermo, 1994, ISBN 978-88-38-90791-3, pp. 860.
- id., Novelle del Bandello (tradotte in italiano di oggi per i ragazzi), a cura di L. Scanavini, Collana Gli allori, I Dispari, 1994, ISBN 978-88-85-63713-9, pp. 112.
- id., Opera inedita latina vel rara, a cura di C. Godi, Collana Medioevo e umanesimo, Antenore, Padova, 2000, ISBN 978-88-84-55042-2, pp. X-388.
- id., Novelle bresciane, a cura di Piero Gibellini, Serra Tarantola, 2014, ISBN 978-88-67-77068-7, pp. 184.